# آنابلا
آنابلا (فرانسوی: Annabella‎؛ ۱۴ ژوئیهٔ ۱۹۰۷ – ۱۸ سپتامبر ۱۹۹۶) هنرپیشه اهل فرانسه بود. وی بین سال‌های ۱۹۲۷ تا ۱۹۵۴ میلادی فعالیت می‌کرد.
از فیلم‌ها یا برنامه‌های تلویزیونی که وی در آنها نقش داشته‌است می‌توان به ناپلئون و پسری از آمریکا اشاره کرد.